# Dianthera americana
El muicle acuático (Dianthera americana) es una especie de planta acuática perteneciente a la familia de las acantáceas. Es nativa de Norteamérica. 

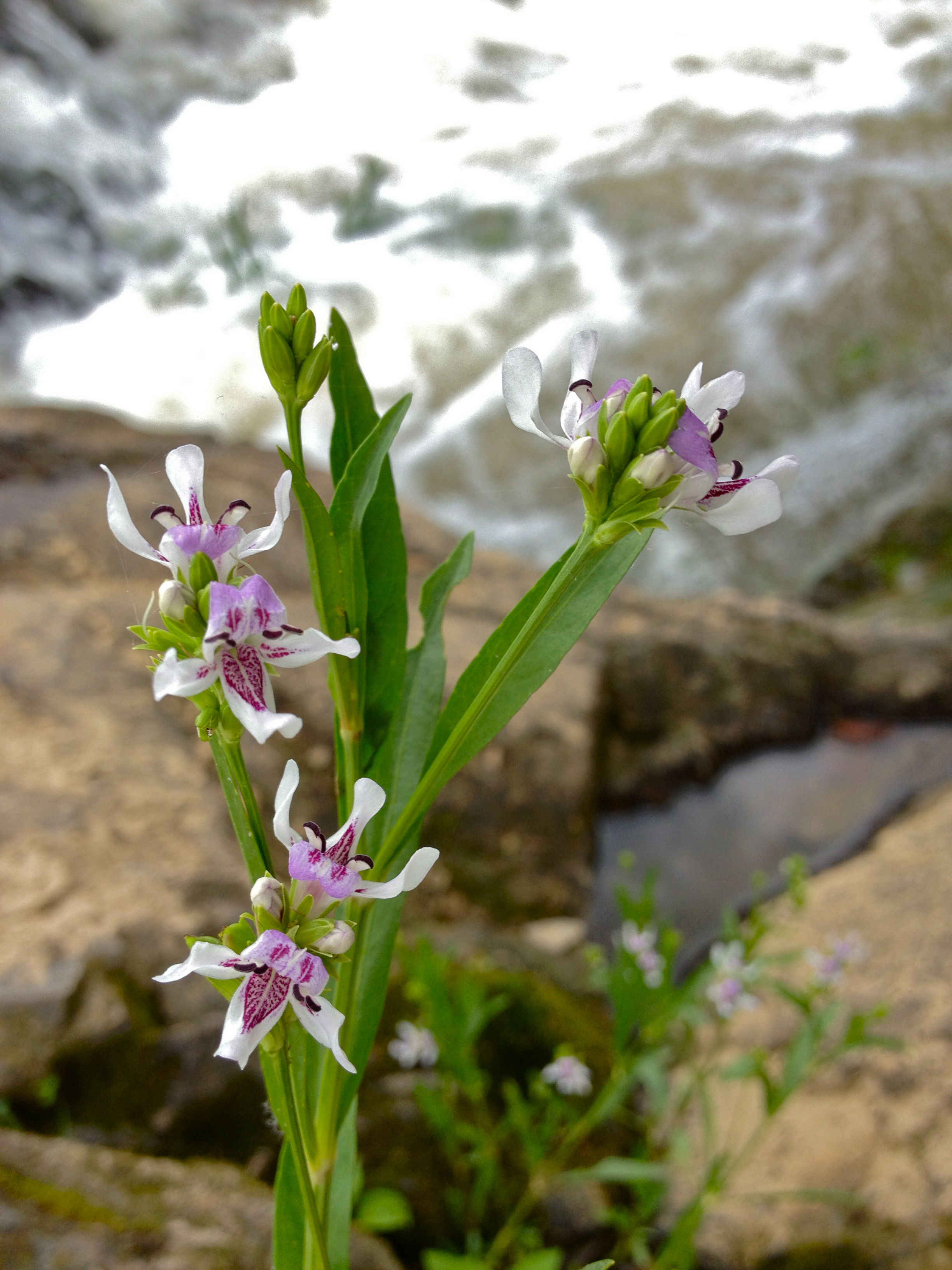
Vista de la planta

## Descripción
Es una hierba helófita, la más resistente de las especies del género Dianthera; los demás miembros son mayormente tropicales y subtropicales, y es capaz de sobrevivir hasta en el norte de Estados Unidos. La planta crece parcialmente sumergida en el agua que fluye; alcanza hasta 40 cm de altura a partir de un rizoma y sus raíces. Las hojas son de 10 cm de largo, sésiles, lineares o lanceoladas, ligeramente onduladas, y las flores son de dos colores, de blanco a lila pálido, con la corola violeta. El fruto de esta planta es una pequeña cápsula de color marrón.

## Distribución
El área de distribución nativa de esta especie se extiende desde el Este de Canadá hasta el Noroeste de México.

## Hábitat
El rizoma rastrero le permite formar grandes colonias en o cerca de las costas de aguas tranquilas o en los lagos y ríos lentos, y en los rápidos rocosos y bancos de arena en los ríos que fluyen más rápido. Sus rizomas y raíces proporcionan importantes lugares de desove para muchas especies de peces y el hábitat de los invertebrados.
Crece principalmente en el bioma templado.

## Taxonomía
Dianthera americana fue descrita por Carlos Linneo y publicada en Species Plantarum 1: 27, en 1753.

#### Etimología
Véase: Dianthera
americana: epíteto geográfico que alude a su localización en América.